# Exocentrus m-fuscus
Exocentrus m-fuscus là một loài bọ cánh cứng trong họ Cerambycidae.